# Capitano di fregata
Capitano di fregata (codice NATO: OF-4) è un grado militare attribuito agli ufficiali superiori di molte marine militari ed è corrispondente al grado di tenente colonnello dell'esercito e dell'aeronautica. 

Fregio da berretto rigido per ufficiali della Marina Militare, si noti lo sfondo blu sotto la torre e nell'ovale dell'ancoretta

Il nome deriva dalla tipologia intermedia di nave da guerra del XVII secolo: la fregata.

## Italia
Il grado di capitano di fregata (CF) nella Marina Militare Italiana corrisponde a quello di tenente colonnello dell'Esercito e dell'Aeronautica Militare. Questo grado è superiore a quello di capitano di corvetta e subalterno a quello di capitano di vascello. Il codice NATO è OF-4

Distintivo per paramano dell'uniforme ordinaria invernale
Controspallina delle uniformi ordinaria e di servizio estive

### Regia Marina
Nella Regia Marina il grado venne istituito nel 1878 con il Regio decreto nº 4610 del 3 dicembre 1878, che riordinava il personale della Regia Marina Militare, con cui veniva abolita la divisione in due classi del gradi di capitano di fregata, dopo che nel 1861 con la costituzione del Regno d'Italia il grado di capitano di fregata che era previsto nella Marina del Regno di Sardegna era stato suddiviso in capitano di fregata di 1ª classe e capitano di fregata di 2ª classe.

Distintivo per paramano di Capitano di corvetta della Regia Marina (1861-1878)
Distintivo per paramano di Capitano di corvetta della Regia Marina dal 1878

## Grecia
Nella Marina greca il grado di antiploiarco (greco: αντιπλοίαρχος; antiploiarchos) traducibile come vicecomandante di nave è equiparabile al grado di capitano di fregata della Marina Militare.

Distintivo per paramano
controspallina

## Paesi Bassi
Nella Koninklijke Marine il grado omologo è Kapitein-luitenant ter zee, omologo nelle altre Forze armate dei Paesi Bassi al grado di tenente colonnello (lingua olandese: Luitenant-kolonel); nei Korps Mariniers, la fanteria di marina olandese, pur facendo parte della Koninklijke Marine, i gradi sono uguali a quelli delle altre forze armate e la sua denominazione è quindi anch’essa quella di Luitenant-kolonel.

## Polonia
Nella Marynarka Wojenna il grado omologo è tenente comandante (polacco: komandor porucznik), diversamente dalle marine di tradizione anglosassone, dove il grado di tenente comandante è omologo al capitano di corvetta della Marina Militare Italiana. Il grado inferiore è komandor podporucznik, letteralmente “sottotenente comandante” omologo al lieutenant commander delle marine del Commonwealth e di tradizioni anglofone e al capitano di corvetta della Marina Militare Italiana.
| Codice NATO                 | OF-5                 | OF-4                | OF-3                  | OF-2                |
| --------------------------- | -------------------- | ------------------- | --------------------- | ------------------- |
| Marynarka Wojenna           |                      |                     |                       |                     |
| Polacco                     | komandor             | komandor porucznik  | komandor podporucznik | kapitan marynarki   |
| Abbreviazione               | kmdr                 | kmdr por.           | kmdr ppor.            | kpt.mar.            |
| equivalente Marina Militare | Capitano di vascello | Capitano di fregata | Capitano di corvetta  | Tenente di vascello |
|                             |                      |                     |                       |                     |

## Stati Uniti e Regno Unito
Il grado di commander compare nella gerarchia della Marina militare del Regno Unito, della Marina militare e della Guardia costiera statunitensi; come da convenzioni STANAG della NATO esso corrisponde al grado della Marina militare italiana di capitano di fregata (ovvero a quello di tenente colonnello dell'Esercito e nell'Aeronautica, lieutenant colonel dell'Esercito americano e del Corpo dei Marine). Tale grado è superiore a quello di lieutenant commander (equivalente all’italiano capitano di corvetta, ossia a maggiore di esercito e aviazione) e inferiore a quello di captain (corrispondente a quello di colonnello).
Un ufficiale della Marina degli Stati Uniti col grado di commander può assumere il comando di una fregata, di un cacciatorpediniere, di un sottomarino, di una squadriglia aerea, di azioni a terra o può far parte dell'equipaggio di un vascello al comando di un captain (col ruolo di 2i/c ovvero second in command cioè: secondo in comando, detto anche executive officer, indicato con la sigla: XO).

Distintivo per paramano dell'uniforme ordinaria invernale, controspallina per uniforme estiva e fregio da colletto della US Navy
Distintivo per paramano dell'uniforme ordinaria invernale, controspallina per uniforme estiva e fregio da colletto della US Coast Guard
Distintivo per paramano dell'uniforme ordinaria invernale della Royal Navy

## Spagna e America Latina
Nelle marine militari dei paesi di lingua spagnola il grado corrispondente è Capitán de fragata.
- In Argentina, Colombia, Messico, Spagna e Uruguay il distintivo di grado è costituito da tre strisce da 14 mm l'ultima delle quali con "un giro di bitta".
- Nella Armada de Chile e nella Armada de la República Dominicana il distintivo di grado è costituito da tre strisce da 14 mm sovrastate da una stella dorata.
- Nella Marina de Guerra del Perú il distintivo di grado è costituito da tre strisce da 14 mm sovrastate da un sole dorato.

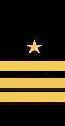
Distintivo di grado di Capitán de fragata della Armada de Chile
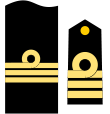
Distintivo di grado di Capitán de fragata della Armada Española
Distintivo di grado di Capitán de fragata della Marina de Guerra del Perú

## Unione Sovietica e Russia
Nella Marina Sovietica e poi in quella russa  il grado corrispondente è Capitano di 2ª classe.
Il grado è presente nelle marine dell'Azerbaigian, del Kazakistan, del Turkmenistan, dell'Ucraina, dell'Uzbekistan, Stati nati dalla dissoluzione dell'Unione Sovietica e nelle Marine albanese e bulgara stati socialisti che hanno fatto parte del Patto di Varsavia.

### Riferimenti normativi
- Decreto legislativo 15 marzo 2010, n. 66, in materia di "Codice dell'ordinamento militare" aggiornato.
- Decreto del presidente della Repubblica 15 marzo 2010, n. 90, in materia di "Testo unico delle disposizioni regolamentari in materia di ordinamento militare" aggiornato

### Testi
- Riccardo Busetto, Il dizionario militare. Dizionario enciclopedico del lessico militare, Bologna, Zanichelli, 2004, ISBN 978-88-08-08937-3.